# NGC 1227
NGC 1227 este o galaxie lenticulară situată în constelația Perseu. A fost descoperită în 10 ianuarie 1880 de către Édouard Stephan⁠(d). Se află la o distanță de 75,17 de megaparseci de Pământ.